# Colonia montana di Monte Maggio
La colonia montana di Monte Maggio è una ex colonia estiva elioterapica, circondata da boschi di castagni, situata a 803 m alle pendici del monte Maggio, nel comune di Savignone, in alta valle Scrivia, nella città metropolitana di Genova.
È stata progettata dall'ingegnere Camillo Nardi Greco (1887-1968) e realizzata tra il 1933 e il 1934. Allo stesso progettista si devono anche le analoghe strutture situate nella vicina frazione di Renesso (1933), a Rovegno (1934) e Chiavari (Colonia Fara - 1935).

## Storia

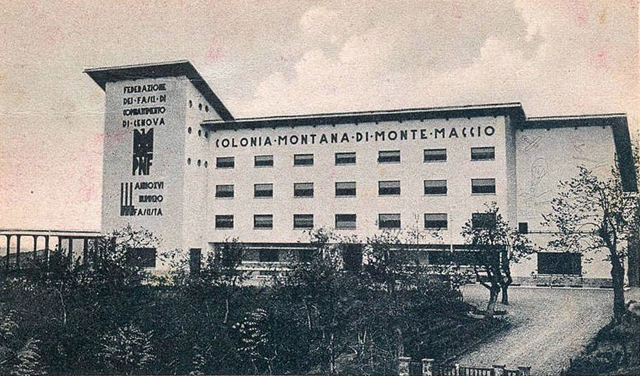
La facciata principale all'epoca dell'inaugurazione (1938)

La colonia di Monte Maggio, tipico esempio di architettura razionalista, fu costruita nel 1933 come luogo di soggiorno di villeggiatura per bambini (in particolare questa struttura era destinata alle femmine, inquadrate nell'organizzazione delle Piccole italiane), da utilizzarsi prevalentemente nel periodo estivo. Inaugurata nel 1938, poteva ospitare fino a 450 bambine.
La costruzione della colonia si inquadrava nell'ambito di un più ampio progetto, finanziato dal Partito Nazionale Fascista allora al potere, che vide crescere a livello nazionale il numero delle colonie estive per bambini e ragazzi, a testimonianza della volontà del regime di intervenire direttamente nell'educazione dei giovani. Al tempo stesso la costruzione di questi nuovi edifici, con caratteristiche costruttive innovative e improntati a criteri igienico-salutistici, assumeva una notevole valenza propagandistica.
Nell'ambito di questo progetto vennero edificate in Liguria altre quattro strutture simili: oltre a quelle già citate di Renesso, sempre nel comune di Savignone, Rovegno e Chiavari (Colonia Fara), tutte opera dello stesso architetto Camillo Nardi Greco, nel 1939 ne venne edificata anche una quinta a Santo Stefano d'Aveto.
Per qualche periodo, durante la seconda guerra mondiale, ospitò alcuni dei figli dei coloni libici rimpatriati nel giugno del 1940 per sottrarli ai rischi bellici e rimasti nelle varie colonie in Italia fino al termine del conflitto.

### Dopoguerra

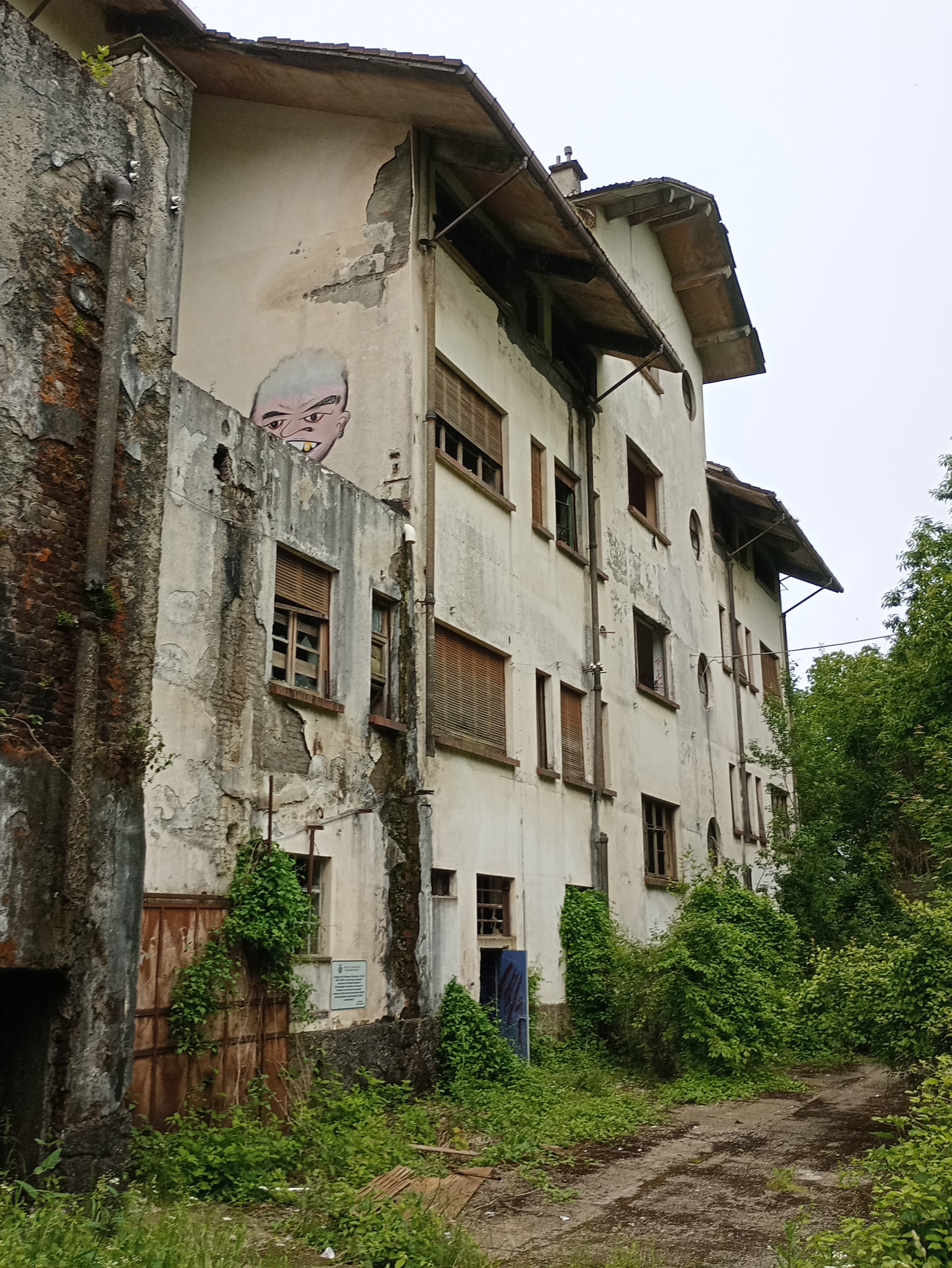
Il retro dell'edificio nel 2024

Nel dopoguerra la colonia venne ancora utilizzata per alcuni decenni come luogo di vacanza per i figli dei dipendenti dell'Ansaldo. Dismessa negli anni novanta fu in seguito parzialmente utilizzata come azienda agricola e agriturismo.
Inutilizzato dal 2010, l'edificio è stato dichiarato inagibile dal comune di Savignone, che ne è il proprietario, ed è attualmente in stato di completo abbandono, a parte una piccola porzione dove sono installate delle antenne telefoniche.
L'edificio è stato oggetto di uno studio da parte del laboratorio di archeologia industriale del dipartimento di Ingegneria Civile dell'università di Genova, finalizzato ad un possibile riutilizzo, in collaborazione con il comune di Savignone, ma non è stata finora avviata nessuna concreta azione di recupero della struttura.

## Struttura

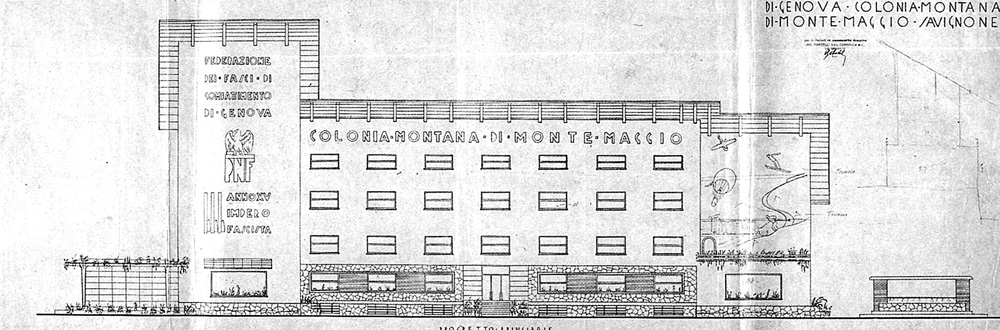
Prospetto principale

Il complesso ha una superficie utile di 4.355 m² per una cubatura 30.000 m³ e occupa un'area di complessivi 100.000 m².
L'edificio consiste di tre parti con tetto a falda. Le facciate della parte a destra e sinistra sono senza finestre in quanto adibite a pitture murali e diciture. Una striscia alla base dell'edificio è rivestita in pietra naturale, mentre il resto dei prospetti esterni è intonacato.
L'organizzazione degli spazi interni, la luminosità degli ambienti, la semplicità delle forme e la direzionalità dell'impianto orientato lungo l'asse eliotermico sono improntati ai dettami dello stile razionalista. Al piano terra si trovavano: refettorio, locali comuni e palestra mentre il primo e il secondo piano erano destinati a camerate dormitorio per i bambini, con le stanze disposte lungo il lato principale dell'edificio e i servizi disposti lungo il lato nord. Il quarto piano era destinato alla cura dei bambini, mentre il quarto e il quinto piano erano assegnati al personale si servizio. Accanto alla parte sinistra l'edificio è accompagnato da un refettorio esterno con colonne fungiformi.
Caratteristica dell'edificio erano le scritte murali sulla facciata, con simboli che inneggiavano al partito fascista. In alto nella parte di sinistra era scritto: "Federazione dei Fasci di Combattimento di Genova", nel mezzo l'aquila fascista con le ali spiegate e al di sotto l'acronimo "PNF" con le diciture "Anno XV" (1937) e "Impero Fascista". Queste scritte sono state cancellate nel dopoguerra.
Sulla parete laterale resiste all'usura del tempo un murale con la mappa dell'Italia fascista e delle sue colonie. Oltre alla penisola italiana si vedono la costa settentrionale dell'Africa con la Libia e il Corno d'Africa con la Somalia e l'Etiopia, quest'ultima conquistata due anni prima dell'inaugurazione della colonia. Proprio sotto l'attico della parte centrale dell'edificio campeggia la grande scritta in rilievo "Colonia Montana Monte Maggio" che occupa quasi tutta la larghezza della facciata principale.
Il muro sulla destra mostra un altro murale. Nel mezzo di questo murale si può vedere l'edificio stesso della colonia e nel cielo sopra un aeroplano, un pallone aerostatico e un saltatore con gli sci. In basso sulla destra si vede una pista da sci percorsa da uno sciatore in discesa.
La struttura ha mantenuto abbastanza inalterate nel tempo le sue caratteristiche architettoniche, seppure parzialmente danneggiata dallo stato di abbandono: la mancanza di manutenzione ha infatti portato ad alcuni problemi alla copertura e al sistema di smaltimento delle acque piovane, con conseguenti danni ai solai.

## Vie d'accesso
La colonia è raggiungibile con una strada di circa 1 km che si distacca dalla strada provinciale SP 10 nei pressi del paese di Montemaggio (frazione di Savignone). Può essere raggiunta anche a piedi da Casella seguendo i sentieri che portano alla cima del monte Maggio.
Un sentiero che inizia nei pressi del piazzale della colonia conduce in circa 30 minuti alla cima del monte Maggio (978 m), da cui la vista spazia all’alta valle Scrivia e alla Valbrevenna, fino alla catena dell'Antola e alle Rocche del Reopasso. Pochi metri sotto la cima del monte sorge una piccola cappella, costruita nel 1883. La vetta del monte è la base di partenza di numerosi appassionati di volo libero con il parapendio, che trovano nella piana adiacente agli impianti sportivi di Casella un'ideale zona di atterraggio.

## Galleria d'immagini

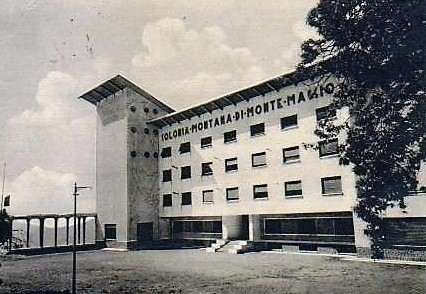
Facciata principale, 1960 circa
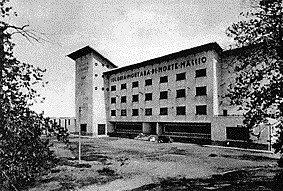
Facciata principale, 1961 circa
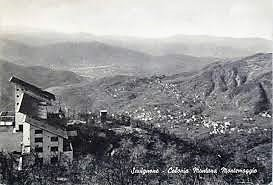
Vista della valle
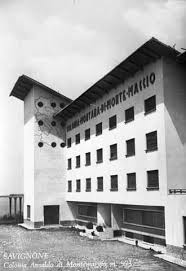
Facciata principale
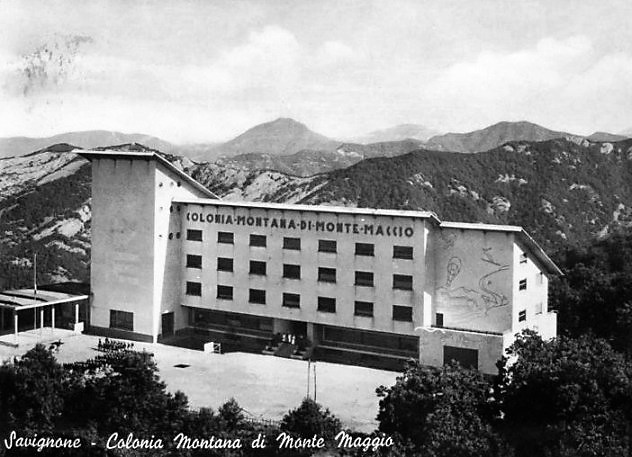
Vista dall'alto
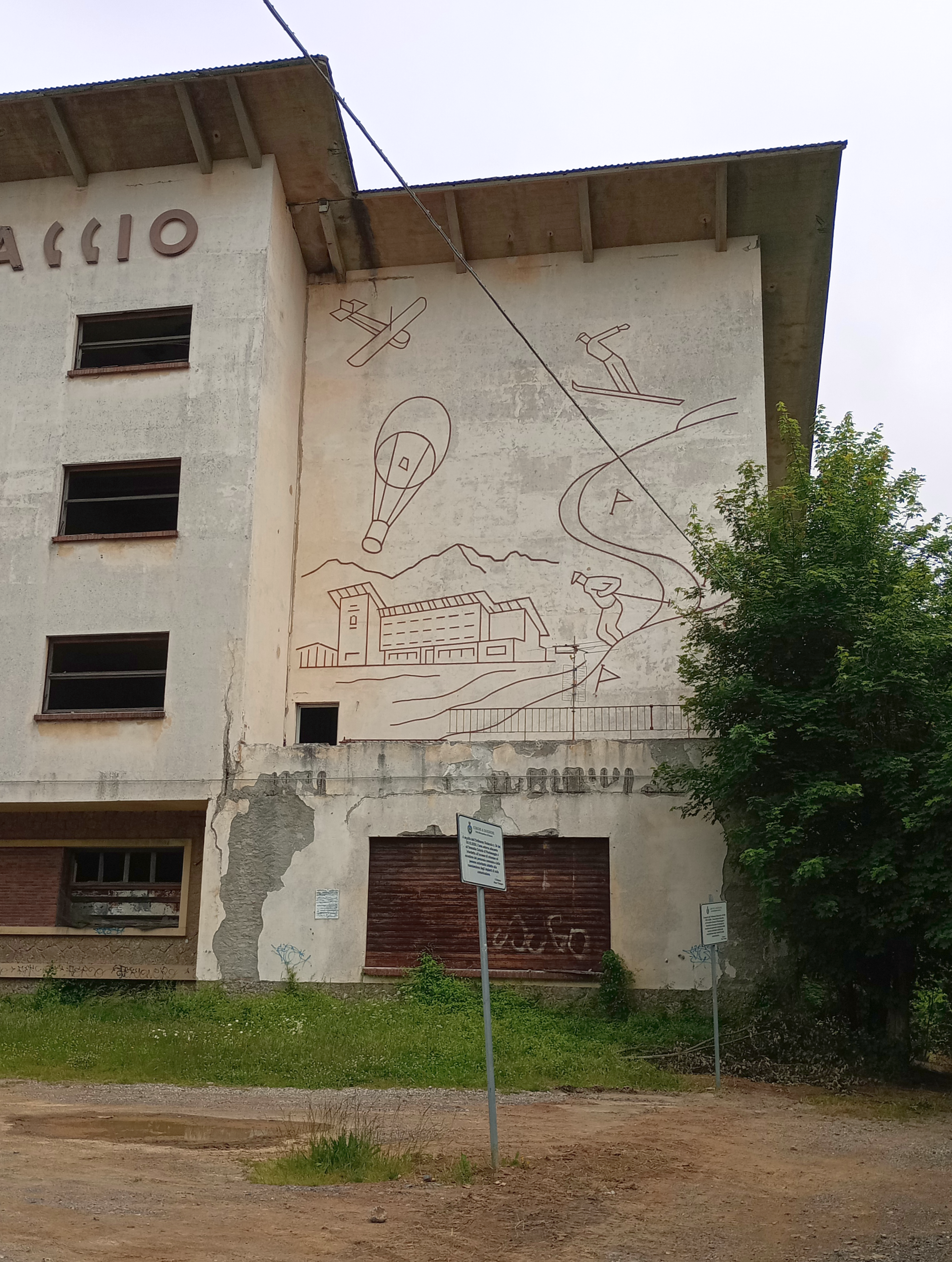
La parte destra della facciata nel 2024